# Cloche de la Liberté (Berlin)

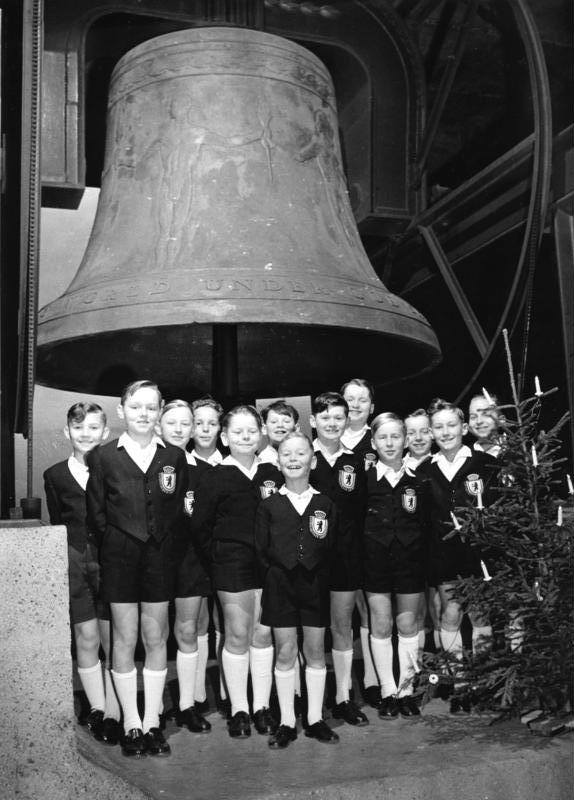
Les petits chanteurs de Schöneberg chantent Noël sous la Cloche de la Liberté à l'hôtel de ville de Schöneberg (décembre 1958).

La cloche de la Liberté (en allemand : Freiheitsglocke) à Berlin est une cloche qui constitue un symbole historique. Elle fut offerte par le peuple des États-Unis à la ville de Berlin en 1950 comme un symbole de la lutte pour la liberté et contre le communisme en Europe, et est inspirée de la Liberty Bell des États-Unis. La cloche est installée depuis 1950 dans l'hôtel de ville de Schöneberg, qui était la mairie de Berlin-Ouest.
Dessinée par Walter Dorwin Teague, elle a été fondue par la fonderie de cloches anglaise Gillett & Johnston, et porte une inscription tirée du discours de Gettysburg de Lincoln.
On pouvait l'entendre de l'autre côté du Mur de Berlin, à Berlin-Est, en Allemagne de l'Est. Le parti socialiste unifié d'Allemagne (SED) est-allemand organisa une manifestation à plusieurs kilomètres du lieu de l'inauguration, et des membres du parti dénoncèrent la cloche comme une « cloche de guerre », une « cloche de la famine » et une « cloche de mort ». Hans Jendretzky, membre du comité central de la SED, menaça : « La corde de la cloche de mort deviendra la corde du gibet pour ceux qui la font retentir ».
Ernst Reuter, maire-gouverneur de Berlin-Ouest, du parti social-démocrate d'Allemagne (SPD), déclara que l'Allemagne « ne trouvera pas le repos avant que la liberté resplendisse sur les pays d'Europe de l'Est à présent contraints de vivre dans la servitude ».
La cloche sonne tous les jours pendant cinq minutes à midi, et à minuit la veille de Noël et à la Saint-Sylvestre. Un enregistrement de la sonnerie de la cloche était diffusée par RIAS, la radio américaine de Berlin-Ouest, chaque dimanche avant midi. Cette diffusion dominicale se poursuit sur la radio Deutschlandradio Kultur. Lors des diffusions radiophoniques, la sonnerie est suivie d'un extrait de la « Déclaration de la Liberté » en allemand, lue par de grands comédiens.